# Гордземашвили, Карло
Карло Гордземашвили (род. 25 февраля 1942) — советский грузинский легкоатлет, специалист по метанию копья. Выступал за сборную СССР по лёгкой атлетике в 1960-х годах, серебряный призёр чемпионата СССР, победитель первенств всесоюзного и республиканского значения, участник чемпионата Европы в Будапеште. Представлял Тбилиси и физкультурно-спортивное общество «Динамо».

## Биография
Карло Гордземашвили родился 25 февраля 1942 года. Занимался лёгкой атлетикой в Тбилиси, выступал за Грузинскую ССР и физкультурно-спортивное общество «Динамо».
Наивысших успехов в своей спортивной карьере добился в сезоне 1966 года. На чемпионате СССР в Днепропетровске с результатом 78,64 завоевал серебряную награду в зачёте метания копья, уступив только латышу Янису Лусису. Благодаря этому успешному выступлению вошёл в основной состав советской сборной и удостоился права защищать честь страны на чемпионате Европы в Будапеште — на предварительном квалификационном этапе установил свой личный рекорд — 78,30 метра, тогда как финале метнул копьё на 75,68 метра и занял итоговое девятое место.
В 1967 году на чемпионате страны в рамках IV летней Спартакиады народов СССР в Москве стал четвёртым и показал десятый лучший результат сезона в СССР — 77,38 метра.